# Gustav Friedrich von Beyer

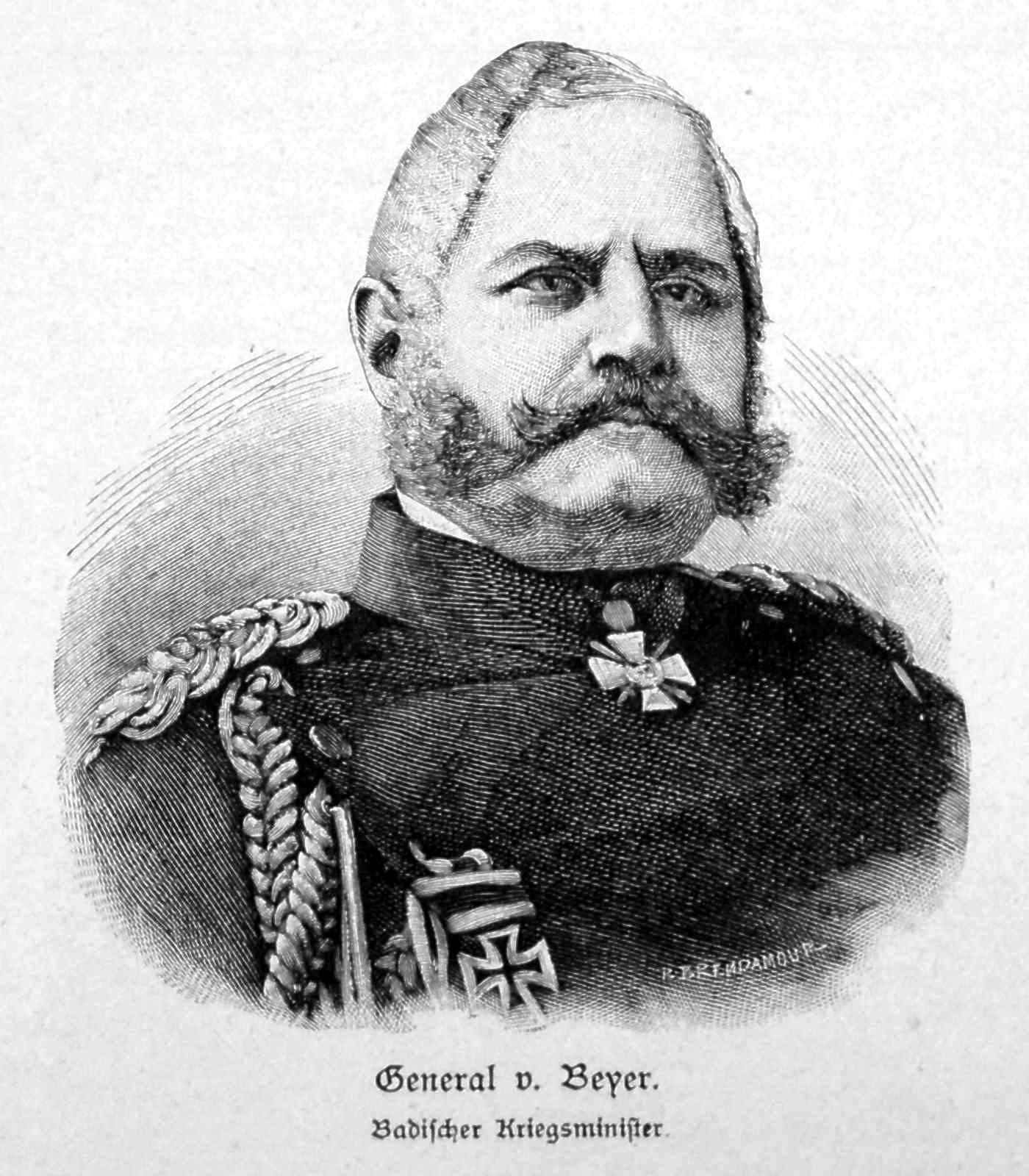
Tướng Gustav von Beyer

Gustav Friedrich von Beyer (26 tháng 2 năm 1812 tại Berlin – 7 tháng 12 năm 1889 tại Leipzig) là một tướng lĩnh quân đội Phổ và Bộ trưởng Bộ Chiến tranh Baden. Ông được nhìn nhận là một chỉ huy tài năng, đã giành nhiều chiến thắng trong cuộc Chiến tranh Áo-Phổ năm 1866 và Chiến tranh Pháp-Đức vào các năm 1870 – 1871, qua đó đóng góp đến sự hình thành Đế quốc Đức vào ngày 18 tháng 1 năm 1871.

## Cuộc đời và sự nghiệp
Ông đã gia nhập lực lượng quân đội Phổ vào tháng 4 năm 1829, học Trường Chiến tranh (Allgemeine Kriegsschule) với quân hàm Thiếu úy từ năm 1835 cho đến năm 1838, rồi được lên cấp Trung úy vào năm 1846 và được bổ nhiệm vào một chức sĩ quan phụ tá lữ đoàn trong chiến dịch năm 1849 tại Baden. Ngay sau đó, ông được thuyên chuyển vào Bộ Tổng tham mưu, nơi ông được phong cấp Thiếu tá vào năm 1853 và được ủy nhiệm làm Cục trưởng Cục trung tâm (Centralabteilung) vào năm 1855. Ông đã giữ chức vụ này trong vòng 5 năm và được liệt vào hàng khanh tướng năm 1859. Tiếp theo đó, ông trở thành Đại tá chỉ huy Trung đoàn Bộ binh số 31 vào năm 1860. Vào năm 1864, ông được thăng cấp bậc Thiếu tướng và được giao quyền chỉ huy Lữ đoàn Bộ binh số 32.

## Chiến tranh Áo-Phổ năm 1866
Khi cuộc Chiến tranh Bảy tuần bùng nổ vào năm 1866, Thiếu tướng Beyer được bổ nhiệm làm Tư lệnh của một sư đoàn được tổng hợp từ các đồn binh ở phía Tây, với 18.000 – 19.000 quân. Đây là sư đoàn thứ ba và cuối cùng của Tập đoàn quân Main, ban đầu được biết đến như Tập đoàn quân phía Tây của Phổ dưới quyền tướng Vogel von Falckenstein, đã tấn công Tuyển hầu quốc Hesse từ Wetzlar vào ngày 16 tháng 6 năm 1866. Sau khi hai trung đoàn của Hesse, hậu duệ của đội quân đánh thuê cho Anh đã bị George Washington đập tan trong trận Trenton vào năm 1776, bị buộc phải rút chạy về hướng nam tới Fulda. Sau khi đánh chiếm Hesse, Beyer được lệnh kéo quân đến sông Werra, để quan sát các vị trí vượt sông và chặn đường rút của quân đội Hanover theo hướng này. Khi quân lính Hesse khi rút lui đã phá hủy các tuyến đường sắt, sư đoàn của ông phải đi bộ. Quân của Beyer đã đến Eisenach, tạo thế hợp vây quân đội Hanover tại Langensalza từ phía tây. Tuy nhiên, ông không giao chiến với quân Hanover: trước tình hình các sư đoàn của Manteuffel và Goeben nằm ở phía bắc, lữ đoàn của Edouard von Flies (với sự hỗ trợ của một lữ đoàn mới) ở phía nam Langensalza và Beyer tiến đánh từ Eisenach, quân Hanover đã đầu hàng vào ngày 29 tháng 6 năm 1866.
Sau khi hội quân với hai sư đoàn khác của Tập đoàn quân Main, ông tham gia trong Chiến dịch Main chống lại quân đội Liên minh các quốc gia Đức vào tháng 7 năm 1866. Thoạt đầu, vào ngày 4 tháng 7, sư đoàn của ông đánh bại một số lực lượng của Liên minh trong trận Hünfeld. Tiếp theo đó, vào ngày 10 tháng 7, ông tấn công Hammelburg và đánh tan quân Bayern trong một cuộc giao chiến khốc liệt, bản thân thị trấn cũng bị thiêu rụi trong cuộc cận chiến. Với chiến thắng này, ông giành được quyền vượt sông Saale tại Hammelburg. Sau đó, ở phía trước Würzburg, ông đánh bại quân Bayern trong trận Helmstadt và Roßbrunn.

## Bộ trưởng Chiến tranh Baden
Sau Hòa ước Praha, khi Đại Công tước Friedrich I xứ Baden ra lệnh đổi mới hoàn toàn Sư đoàn Baden dựa trên khuôn mẫu của quân đội Phổ, Beyer đến Karlsruhe với tư cách là một phái viên quân sự. Được sự chấp thuận của Bộ Chỉ huy Tối cao Phổ, ông gia nhập quân đội Baden vào ngày 20 tháng 2 năm 1868, giữ chức vụ Bộ trưởng Chiến tranh đồng thời là Tướng phụ tá của Đại Công quốc Baden.

## Chiến tranh Pháp - Đức (1870 - 1871)
Vào năm 1870, ông chỉ huy Sư đoàn Baden trong cuộc chiến tranh chống Pháp. Sư đoàn của ông là một phần thuộc biên chế Quân đoàn Baden - Württemberg dưới quyền chỉ huy của tướng Karl August von Werder, một phần của Tập đoàn quân số 3 của Đức dưới sự thống lĩnh của Thái tử Phổ Friedrich Wilhelm. Ông đã tham gia chiến đấu trong trận Frœschwiller-Wœrth. Trận đánh kết thúc với thắng lợi quyết định của người Đức, trong đó cả hai phe đều bị thiệt hại nặng nề. Sau chiến thắng này, Strasbourg, thủ phủ của Alsace, trở thành một mục tiêu của người Đức. Vào ngày 7 tháng 8 năm 1870, Tập đoàn quân số 3 đã cử tướng Beyer mang sư đoàn của ông đến vây hãm Strasbourg. Họ bắt đầu quan sát từ ngày 11 tháng 8, và đến ngày 13 tháng 8, sư đoàn của Beyer đã hoàn tất quá trình phong tỏa Strasbourg vào ngày 13 tháng 8 năm 1870.
Không lâu sau khi hoàn thành cuộc phong tỏa Strasbourg, Beyer lâm trọng bệnh và phải đến ngày 12 tháng 10 năm 1870 thì ông mới trở lại chỉ huy sư đoàn của mình. Vào ngày 30 tháng 10, sau một trận đánh quyết liệt, ông chiếm được Dijon từ tay quân Pháp. Trước mối đe dọa từ Tập đoàn quân Vosges do Giuseppe Garibaldi chỉ huy, Beyer tiếp tục đóng quân ở Dijon cho đến ngày 11 tháng 12 năm 1870, khi tình hình sức khỏe buộc ông phải từ chức chỉ huy một lần nữa.
Ngay từ trước khi hòa bình được lập lại, ông tiếp tục làm Bộ trưởng Chiến tranh Phổ. Dựa theo một thỏa thuận quân sự giữa Baden và Phổ vào ngày 15 tháng 7 năm 1871, Beyer trở lại phục vụ quân đội Phổ. Ông được bổ nhiệm làm Thống đốc của pháo đài Koblenz và Ehrenbreitstein. Tại đây, ông được lên quân hàm Thượng tướng Bộ binh vào năm 1873. Vào năm 1877, ông được bổ nhiệm làm chỉ huy trưởng của Trung đoàn Bắn súng hỏa mai Hạ Rhein số 39.
Vào năm 1880, ông giải ngũ, và vào ngày 7 tháng 12 năm 1889, ông từ trần tại Leipzig trong một cơn đau tim.

## Phong tặng
- 1879: Công dân danh dự của Thành phố Koblenz